# Liste der Biografien/Kec
Liste der Biografien |
Portal Biografien |
Personensuche
# |
A |
B |
C |
D |
E |
F |
G |
H |
I |
J |
K |
L |
M |
N |
O |
P |
Q |
R |
S |
T |
U |
V |
W |
X |
Y |
Z |
?
 
Ka |
Kb |
Kc |
Kd |
Ke |
Kf |
Kg |
Kh |
Ki |
Kj |
Kl |
Km |
Kn |
Ko |
Kp |
Kr |
Ks |
Kt |
Ku |
Kv |
Kw |
Ky |
Kx |
Kz
 
Kea |
Keb |
Kec |
Ked |
Kee |
Kef |
Keg |
Keh |
Kei |
Kej |
Kek |
Kel |
Kem |
Ken |
Keo |
Kep |
Ker |
Kes |
Ket |
Keu |
Kev |
Kew |
Kex |
Key |
Kez
Die Liste der Biografien führt alle Personen auf, die in der deutschsprachigen Wikipedia einen Artikel haben. Dieses ist eine Teilliste mit 86 Einträgen von Personen, deren Namen mit den Buchstaben „Kec“ beginnt.

## Kec

### Keca
- Keča, Marko (* 1999), serbischer Fußballspieler

### Kece
- Keçeci, Kemal (* 1994), türkischer Fußballspieler
- Kecegian, Léon (1860–1916), armenisch-katholischer Geistlicher
- Keçeli, Mustafa (* 1978), türkischer Fußballspieler

### Kech
- Kechagioglou, Giorgos (* 1947), griechischer Neogräzist
- Kechele, Frank (* 1986), deutscher Rennfahrer
- Kechiche, Abdellatif (* 1960), französischer Filmregisseur, Drehbuchautor und SchauspielerAbdellatif Kechiche (* 1960)

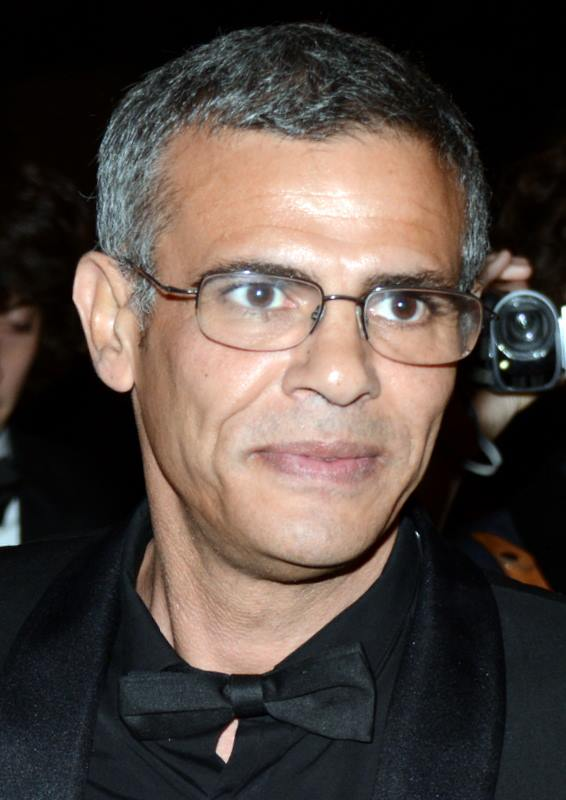
Abdellatif Kechiche (* 1960)

- Kechichián, Liliam (* 1952), uruguayische Politikerin
- Kechichian, Vartan (1933–2017), syrischer armenisch-katholischer Geistlicher, Koadjutorordinarius von Osteuropa
- Kechiopoulos, Petros (* 2004), griechischer Sprinter
- Kechiouche, Salim (* 1979), französischer Schauspieler
- Kechrida, Wajdi (* 1995), tunesisch-französischer Fußballspieler
- Kechris, Alexander S. (* 1946), US-amerikanischer Logiker
- Kecht, Anton (1895–1965), österreichischer Politiker (ÖVP), Lehrer und Schriftsteller
- Kechta, Yassine (* 2002), marokkanisch-französischer Fußballspieler
- Kechter, Roman (* 2004), deutscher Eishockeyspieler

### Keci
- Keçik, Sema (* 1965), türkische Schauspielerin
- Kečíř, Bohumil Samuel (1904–1987), tschechischer Maler, dessen Existenz ungeklärt ist

### Keck
- Keck, Adolf (1867–1944), deutscher Pfarrer und Politiker
- Keck, Albert (1930–1990), deutscher Fußballspieler
- Keck, Alexander (1724–1804), deutscher Jesuit, Pädagoge und Musiker
- Keck, Annette (* 1963), deutsche Germanistin
- Keck, Anthony (1726–1797), britischer Architekt
- Keck, David D. (1903–1995), amerikanischer Botaniker
- Keck, Dietmar (* 1957), österreichischer Techniker und Politiker (SPÖ), Abgeordneter zum Nationalrat
- Keck, Donald (* 1941), US-amerikanischer Physiker und Lichtwellenleiter-Pionier
- Keck, Elias (* 2003), deutscher Skilangläufer
- Keck, Emil (1867–1935), deutscher Porträt- und Genremaler sowie Zeichner und Restaurator
- Keck, Erika (1900–1990), deutsche Kommunalpolitikerin der CDU
- Keck, Franz, deutscher Schauspieler
- Keck, Fridolin (* 1943), deutscher katholischer Geistlicher und ehemaliger Generalvikar des Erzbistums Freiburg
- Keck, Gecko (* 1967), deutscher Künstler und Autor
- Keck, Gertrud (1927–2019), österreichische Medizinphysikerin und Professorin
- Keck, Hans (1875–1941), deutscher Bildhauer
- Keck, Harold (1931–2007), US-amerikanischer Autorennfahrer
- Keck, Hermann (1919–2010), deutscher Chemiker
- Keck, Hieronymus († 1652), katholischer Geistlicher und Dechant von Glatz
- Keck, Jean-Christophe (* 1964), französischer Dirigent und Musikwissenschaftler
- Keck, Johann Christian (1631–1687), deutscher Dichter, markgräflich baden-durlachischer Hof- und Kirchenrat
- Keck, John (1931–2015), US-amerikanischer Schiedsrichter im American Football
- Keck, Josef (1950–2010), deutscher Biathlet
- Keck, Julius (1869–1924), deutscher Politiker
- Keck, Jürgen (* 1961), deutscher Politiker (FDP), MdL
- Keck, Karl (1893–1930), deutscher Landschafts- und Veduten-Maler
- Keck, Karl Heinrich (1824–1895), deutscher Gymnasiallehrer und Schriftsteller
- Keck, Karla (* 1975), US-amerikanische Skispringerin
- Keck, Lena (* 2000), deutsche Skilangläuferin
- Keck, Maria Barbara, deutsche Buntpapier-Verlegerin
- Keck, Markus (1967–1996), deutscher Badmintonspieler
- Keck, Martin (* 1968), deutscher Psychiater
- Keck, Michael (* 1969), deutscher Badmintonspieler
- Keck, Otto (1873–1948), deutscher Kunstmaler
- Keck, Otto (* 1944), deutscher Politikwissenschaftler
- Keck, Paul (1904–1973), deutscher Maler
- Keck, Paul (1905–1963), deutscher Gewerkschafter
- Keck, Rudolf W. (1935–2023), deutscher Pädagoge
- Keck, Sandra (* 1967), deutsche Sängerin, Regisseurin, Schauspielerin und Autorin
- Keck, Thomas (1931–2015), deutscher Drehbuchautor, Synchronsprecher und Synchronregisseur
- Keck, Thomas (* 1963), deutscher Kommunalpolitiker (SPD)Thomas Keck (* 1963)

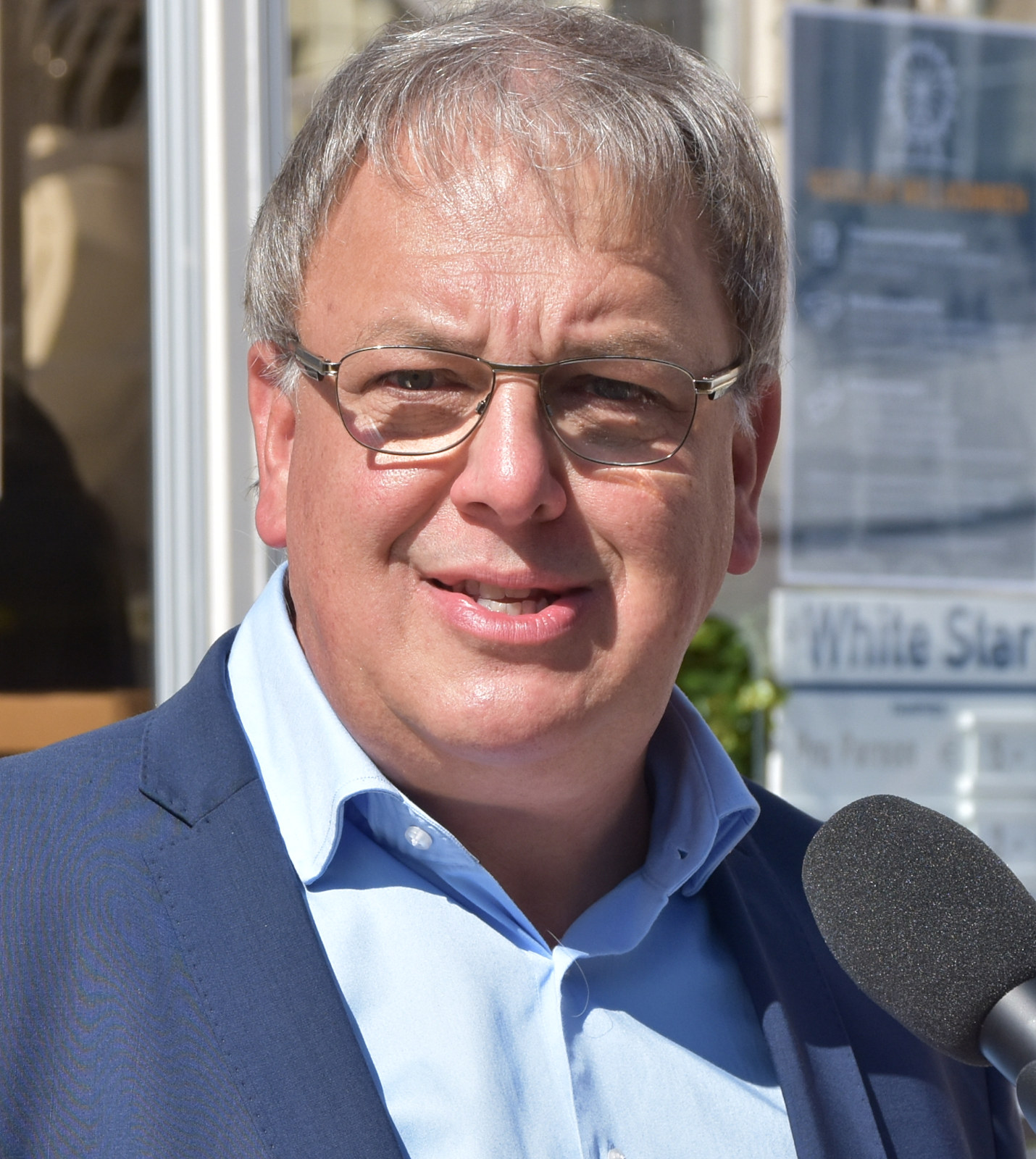
Thomas Keck (* 1963)

- Keck, Tobias (* 1971), deutscher Chirurg und Direktor der Chirurgischen Klinik des Universitätsklinikums Schleswig-Holstein in Lübeck
- Keck, Ursula (* 1963), deutsche Kommunalpolitikerin (parteilos)
- Keck, Wilhelm (1841–1900), deutscher Ingenieur und Hochschullehrer
- Keck, William Myron (1880–1964), US-amerikanischer Unternehmer und Philanthrop
- Keckeis, Anne Sophie (* 1994), österreichische Cellistin und Dramaturgin alternativer Konzertformate
- Keckeis, Christophe (1945–2020), Schweizer Offizier
- Keckeis, Günther (1939–2023), österreichischer Politiker (SPÖ), Landtagsabgeordneter in Vorarlberg
- Keckeis, Gustav (1884–1967), Schweizer Verleger und Schriftsteller
- Keckeis, Helmut (* 1957), österreichischer Eishockeyspieler und -trainer
- Keckeis, Josef (1862–1949), österreichischer Arzt und Politiker
- Keckeis, Peter (1920–2007), Schweizer Verleger
- Keckeisen, Nicolas (* 2001), deutscher Fußballspieler
- Keckeisen, Willi (1916–2002), deutscher Bahnbeamter, Präsident der Bundesbahndirektionen Mainz, Karlsruhe und Stuttgart
- Keckermann, Bartholomäus († 1609), deutscher reformierter Theologe und Philosoph
- Keckley, Elizabeth (1818–1907), US-amerikanische Schneiderin und Autorin
- Keckstein, Jörg (* 1950), österreichischer Gynäkologe und Geburtshelfer

### Kecm
- Kecman, Dušan (* 1977), serbischer Basketballspieler
- Kecman, Ljubica (* 1993), serbische Volleyballspielerin
- Kecmanović, Miomir (* 1999), serbischer TennisspielerMiomir Kecmanović (* 1999)

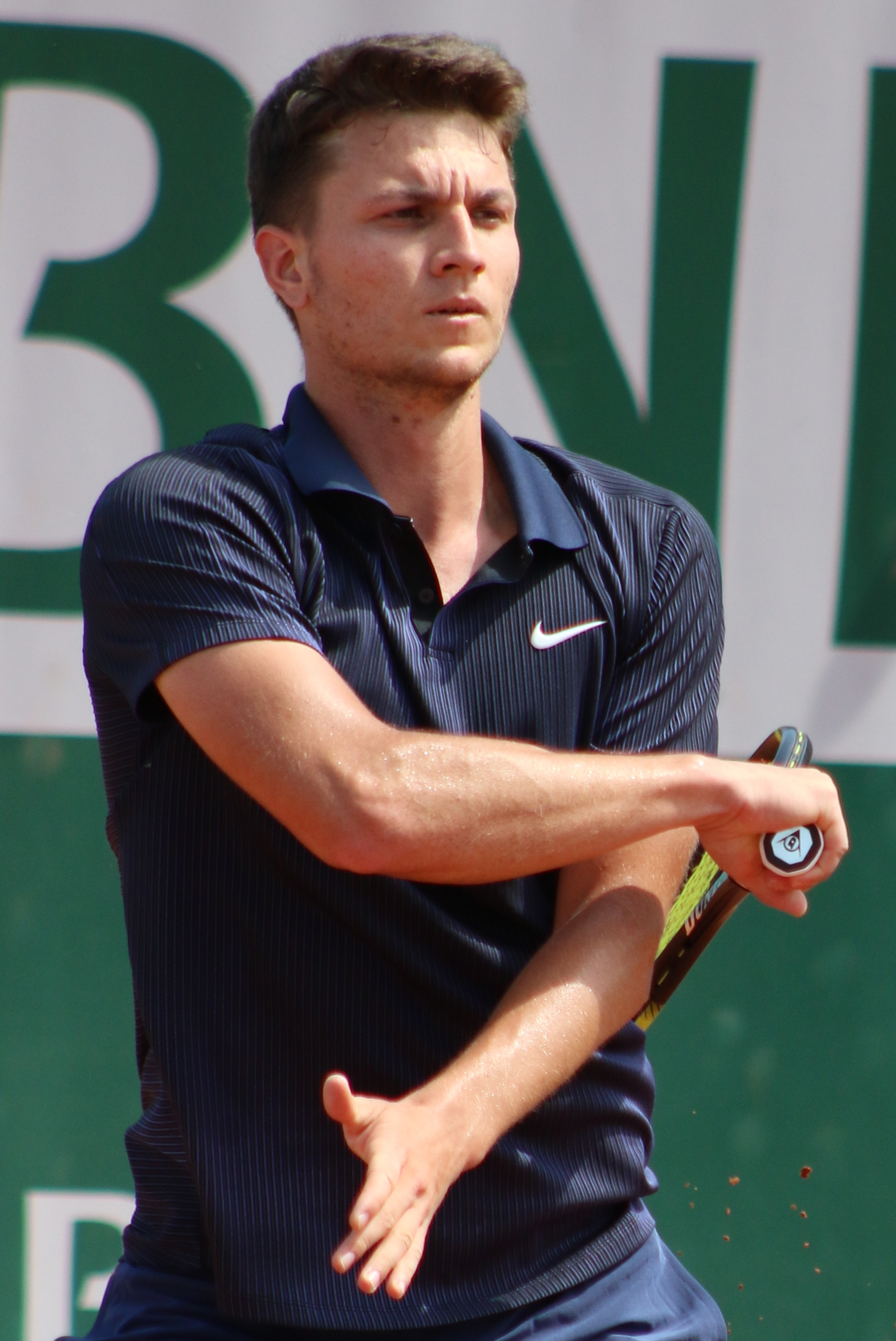
Miomir Kecmanović (* 1999)

- Kecmanović, Vladimir (* 1972), serbischer Schriftsteller

### Keco
- Kecojević, Ivan (* 1988), montenegrinischer Fußballspieler

### Kecs
- Kecse-Nagy, Helga (* 1985), ungarische Squashspielerin
- Kecskés, Ákos (* 1996), ungarischer Fußballspieler
- Kecskés, Zoltán (* 1974), ungarischer Gewichtheber
- Kecskési, Maria (1935–2019), ungarisch-deutsche Ethnologin
- Kecsmár, Krisztián (* 1975), ungarischer Jurist

### Kecz
- Keczmer, Dan (* 1968), US-amerikanischer Eishockeyspieler